# 恐竜vsほ乳類
『恐竜VSほ乳類 1億5千万年の戦い』（きょうりゅう たい ほにゅうるい いちおくごせんまんねんのたたかい）は、2006年7月16日と17日にNHKスペシャル枠で連続放送されたドキュメンタリー番組。全2回。中生代に共存した恐竜とほ乳類の生存競争や進化史を解説する。
同年9月に『地球大進化〜46億年・人類への旅』第4集の内容を混ぜ込んだハイビジョン版が放送された。放送と時期をあわせて同題の図書やマンガ版が複数出版されており、取材の様子や番組の内容のより細かい説明が掲載されている。また制作に際してテーマ曲やBGMが制作され、それらはオリジナル・サウンドトラックに収録されている。
2010年には本作で扱われたその後の時代を題材とする『恐竜絶滅 ほ乳類の戦い』が同じくNHKスペシャル枠で放送された。

## 内容
第1回 巨大恐竜 繁栄のかげで
今から2億2千万前に我々哺乳類は誕生したが、時を同じくして宿命のライバル恐竜も登場していた。それは哺乳類にとって暗黒の時代の訪れを告げるものでありながら、皮肉にも現代の成功には必要不可欠な能力を獲得する原動力にもなっていた事を、両者の進化を紐解きながら追いかけていく。
番組では哺乳類が恐竜に脅かされていたことが強調されている。哺乳類は三畳紀からジュラ紀に至るまで矮小なままであった一方、恐竜には全長30メートルを超えるような大型のものが出現していた。恐竜の巨体を可能にしたのは内部に空洞のある含気骨であると考えられ、さらに含気骨の存在は鳥類の持つ呼吸器官である気嚢の存在証拠にもなっている。
哺乳類は顎の骨から耳小骨と大脳新皮質が進化して聴力とその処理能力が発達したことにより、夜行性へ適応する。また、寿命が短かったことで世代交代のペースも加速し、後の適応放散に繋がることとなる。
第2回 迫りくる羽毛恐竜の脅威
恐竜と哺乳類の共存した時代の後半に入ると、羽毛を纏って恒温性を獲得した機敏な恐竜が出現する。一方で哺乳類は胎生を獲得し、恐竜と異なる繁殖戦略を採用する。今の世界へと繋がる大切な命のレースを6500万年前の運命の日まで見届ける。
第2回では恐竜を襲っていた可能性のあるレペノマムスが紹介され、陰で恐竜に怯えていた哺乳類という従来のイメージが払拭されたとしている。また、数多くの羽毛恐竜も紹介され、獣脚類恐竜が活発に行動できる内温性を持っていた可能性が指摘される。幼体と成体で役割分担をして狩りを行うという推測もあるティラノサウルスや、胎盤を獲得して胎内で次世代を育てることを選んでいたキモレステス目など、恐竜と哺乳類が次世代との繋がりを強めていたことを説明し、K-Pg境界の後は恐竜の子孫である鳥類と哺乳類が共に多様化・繁栄していったと述べて番組は幕を下ろす。

## 登場した古生物
※各タイトルは書籍版による。またハイビジョン版の生物は『地球大進化〜46億年・人類への旅』の第4集を参照。
| 第1ラウンド 探訪チンリワールド 三畳紀後期 - アデロバシレウス - メトポサウルス - デスマトスクス - プラケリアス - コエロフィシス 第2ラウンド モリソン層 - アロサウルス - ステゴサウルス - スーパーサウルス - オルニトレステス - マッソスポンディルス（時代は異なるが解説のために登場） | 第3ラウンド 新発見・熱河層群 - ヒファロサウルス - レペノマムス - プシッタコサウルス - シノサウロプテリクス - ディロング - メイ - ミクロラプトル - ヤノルニス - エオマイア - アルカエフルクトゥス 最終ラウンド ティラノvs哺乳類 - ティラノサウルス - トリケラトプス - キモレステス |

なお書籍版ではフィトサウルス類やヴァンクレビアなども紹介されている。

## 出演者
研究者
NHKアーカイブスの情報に基づく。
- エイドリアン・ハント - ニューメキシコ自然史博物館
- デイヴ・ラブレス - ワイオミング恐竜センター
- 季強 - 中国地質科学院
- 王元青 - 中国科学院
- 徐星 - 中国科学院
- フィリップ・J・カリー - アルバータ大学

声の出演
- 高橋美鈴 - ナレーション[5]

## 展開

### 放送・配信
2006年6月18日にNHKプレマップ枠で製作開始が告知された。6月27日には『ようこそ“恐竜VSほ乳類”の世界へ』という題で15分の特別番組が放送され、声優の玄田哲章がナレーションを担当した。7月16日・17日に初放送された後、7月30日の深夜帯に第1回と第2回が纏めて再放送された。ハイビジョン特集枠での拡張版『大冒険! 恐竜特集』は前編後編各90分に拡大され、8月13日・14日、8月29日・30日、9月3日、12月28日、2007年1月8日・9日に放送された。「大冒険!恐竜王国」前後編は、2024年にもBSP4Kで放送されている。
DVDは2006年8月25日に第1回、第2回、および同梱版がNHKエンタープライズより発売された。特典映像として恐竜CGデータ集と前述の『ようこそ"恐竜VSほ乳類"の世界へ』が収録されている。
放送終了後は2020年8月現在もNHKオンデマンドで配信されている。第1回は2008年12月1日から2009年8月31日までのPCでの視聴回数で第35位、NHKスペシャル枠の番組では第13位を記録した。これは『地球大進化〜46億年・人類への旅』第7集に次ぐ記録であった。2008年12月1日から2009年9月30日までのタイトル別PC視聴数では、NHKスペシャル『ドキュメント太平洋戦争』第1集に次ぐ第15位、NHKスペシャル枠の番組では第6位を記録した。

### 書籍
NHK制作局科学環境番組チーフ・プロデューサー高間大介とNHK制作局科学環境番組プロデューサー植田和貴を主軸としたNHK「恐竜」プロジェクトにより、本作の内容の他に取材やCG製作の様子を掲載した書籍版がダイヤモンド社から2つ出版されている。両書籍は北海道大学総合博物館の小林快次が監修した。また、小林たつよしによるコミック版が小学館から出版されている。こちらにもNHK「恐竜」プロジェクトが編集として携わった。
- 『恐竜VSほ乳類 1億5千万年の戦い』[18]

ダイヤモンド社、2006年7月、ISBN 978-4-478-86054-0
編集：NHK「恐竜」プロジェクト、監修：小林快次
- 『恐竜VSほ乳類 1億5千万年の戦い ビジュアル版』[19]

ダイヤモンド社、2006年8月、ISBN 978-4-478-86053-3
編集：NHK「恐竜」プロジェクト、監修：小林快次
- 『まんが 死闘!! 恐竜王国 NHKスペシャル 恐竜VSほ乳類 1億5千万年の戦い』[20]

小学館、2006年8月、ISBN 4-09-296311-4
著：小林たつよし、編集：NHK「恐竜」プロジェクト

### サウンドトラック
佐藤直紀が作曲を担当したオリジナル・サウンドトラックは、2006年7月26日にビクターエンタテインメントからリリースされた。
| #   | タイトル                         | 作詞 | 作曲・編曲 |
| --- | -------------------------------- | ---- | ---------- |
| 1.  | 「超克の歴史」                   |      |            |
| 2.  | 「進化の道〜ほ乳類〜」           |      |            |
| 3.  | 「大地の覇者〜恐竜のテーマ〜」   |      |            |
| 4.  | 「悠久の舞台〜大地のテーマ〜」   |      |            |
| 5.  | 「小さな生命〜ほ乳類のテーマ〜」 |      |            |
| 6.  | 「生き抜く為に」                 |      |            |
| 7.  | 「生命の周期」                   |      |            |
| 8.  | 「進化の道〜恐竜〜」             |      |            |
| 9.  | 「進化の鍵」                     |      |            |
| 10. | 「弱者の困難」                   |      |            |
| 11. | 「未来の希求〜ほ乳類〜」         |      |            |
| 12. | 「覇者の君臨」                   |      |            |
| 13. | 「咆哮」                         |      |            |
| 14. | 「未来の希求〜恐竜〜」           |      |            |
| 15. | 「全ての宿命」                   |      |            |
| 16. | 「生命の定め」                   |      |            |

## 恐竜博2006
本作の連動企画として、世界の大恐竜博2006が幕張メッセで2006年7月15日から9月10日まで開催された。この恐竜博では番組で取り上げられたスーパーサウルスが産出したモリソン累層とレペノマムスが産出した熱河層群が特集され、240点以上の標本が展示された。主催には日本経済新聞社と日本放送協会(NHK)、NHKプロモーション、日経ナショナルジオグラフィック社が就き、後援には外務省と文部科学省および環境省、アメリカ・中国・ポルトガル大使館、関東地方の地方自治体と教育委員会が就いた。

## 評価・問題
本作の主題「恐竜と哺乳類の競争」に関しては複数の証拠・議論がある。例えばロバート・T・バッカーは、両者に競争があった (特に恐竜が哺乳類を抑圧し、結果として哺乳類が夜行性となったこと等) と主張している。化石証拠からも恐竜を捕食した哺乳類の存在や、哺乳類を捕食した恐竜の存在、小型獣脚類と捕食活動と哺乳類の自衛手段の進化の関係が示されるなど、ある程度の競争はあったとみる考えが強い。
番組では哺乳類ラオレステスが暗い灰色の体毛を持つ姿で復元されていたが、これは近年のメラノソームを用いた推測結果と一致している。一方でレペノマムスの背中の縞模様は支持されない。暗く地味な体色は、中生代の哺乳類の多くが夜行性だった可能性を示唆してもいる。
一方、中生代における哺乳類の抑圧には恐竜や環境だけでなく、哺乳類にごく近縁な(非哺乳類型の)哺乳形類との競争があったとの仮説も提唱されている。
劇中での解説は、「可能性がある」など断言を避ける傾向にある。ただし撮影の舞台として草原を使っている点は妥当性を欠いている。